# 田村達三郎
田村 達三郎（たむら たつさぶろう、1858年1月6日（安政4年11月22日） - 没年不明）は、日本の実業家、政治家。小山石炭社長。下野農商銀行、小山倉庫各取締役。小山町長。族籍は栃木県平民。

## 人物
東京府平民・田村源平の長男。1874年、田村平八郎の養子となり家督を相続する。銀行会社の重役である。住所は栃木県下都賀郡小山町（現小山市）。

## 家族・親族
田村家
- 妻[1]
- 養子・2代目達三郎（1883年 - ?、前名・夏次郎、娘テイの夫[1]、小山町会議員）[2] - 芳賀郡中村生まれ[2]。篠崎幾四郎の二男[2]。質商を営む傍ら自治公共の事業に意を注ぐ[2]。
  - 同妻・テイ（1885年 - ?、達三郎の三女[1]、あるいは養女[2]）
  - 同男[2]
  - 同三男[2]
  - 同長女[2]
- 長女[1]
- 二女[1]
- 三女[1]
- 四女・マス[1]あるいはマス子（静岡、大石光之助の妻）[3]
- 孫[1]